# Damarzyk

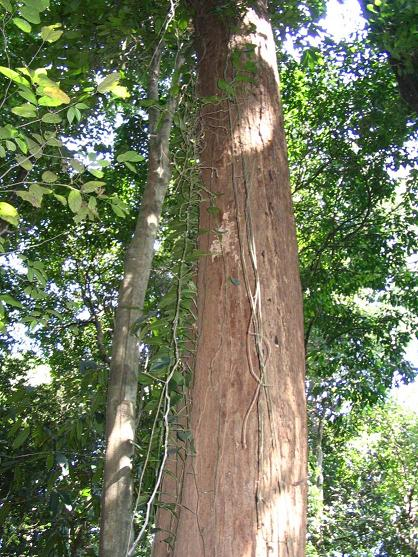
Shorea bracteolata

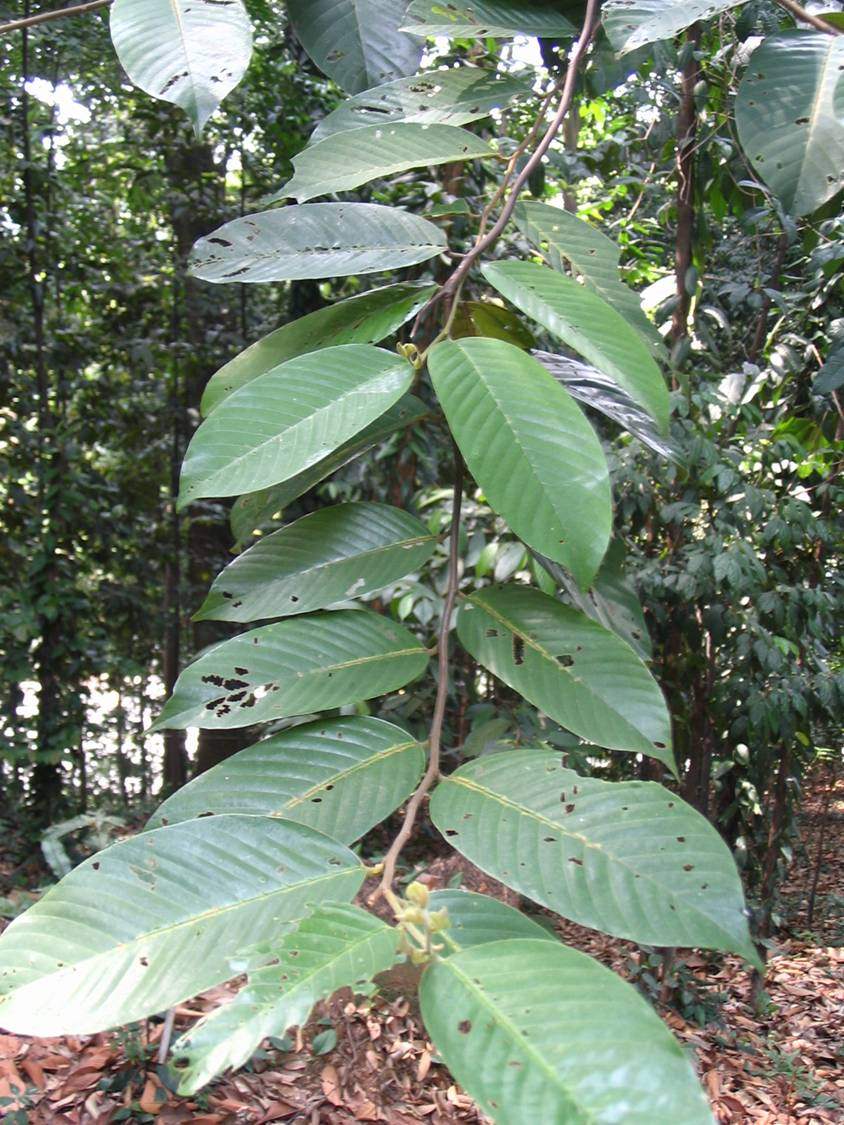
Shorea leprosula

Damarzyk (Shorea) – rodzaj roślin z rodziny dwuskrzydłowatych (Dipterocarpaceae). Obejmuje 189–196 gatunków. Rośliny te występują w Azji Południowo-Wschodniej na obszarze od Cejlonu po południowe Chiny, Małe Wyspy Sundajskie i Moluki. Największe zróżnicowanie gatunkowe jest na wyspie Borneo, gdzie rośnie 138 gatunków z tego rodzaju, w tym 91 endemitów. Drzewa rosnące w lasach równikowych.
Jest to najważniejszy dla produkcji drewna rodzaj drzew w południowej Azji. Potężne okazy Shorea acuminata z Sumatry dostarczają dość drewna by z jednego drzewa wykonać jedno domostwo wraz z wszystkimi meblami. Do istotnych ze względów użytkowych gatunków należą: S. almon, S. contorta, S. glauca, S. kunstleri, S. negrosensis, S. polysperma i damarzyk mocny S. robusta.
Ze względu na eksploatację i wylesienia aż 168 gatunków z tego rodzaju jest zagrożonych i ujętych na czerwonej liście IUCN (stan w 2019).

## Morfologia

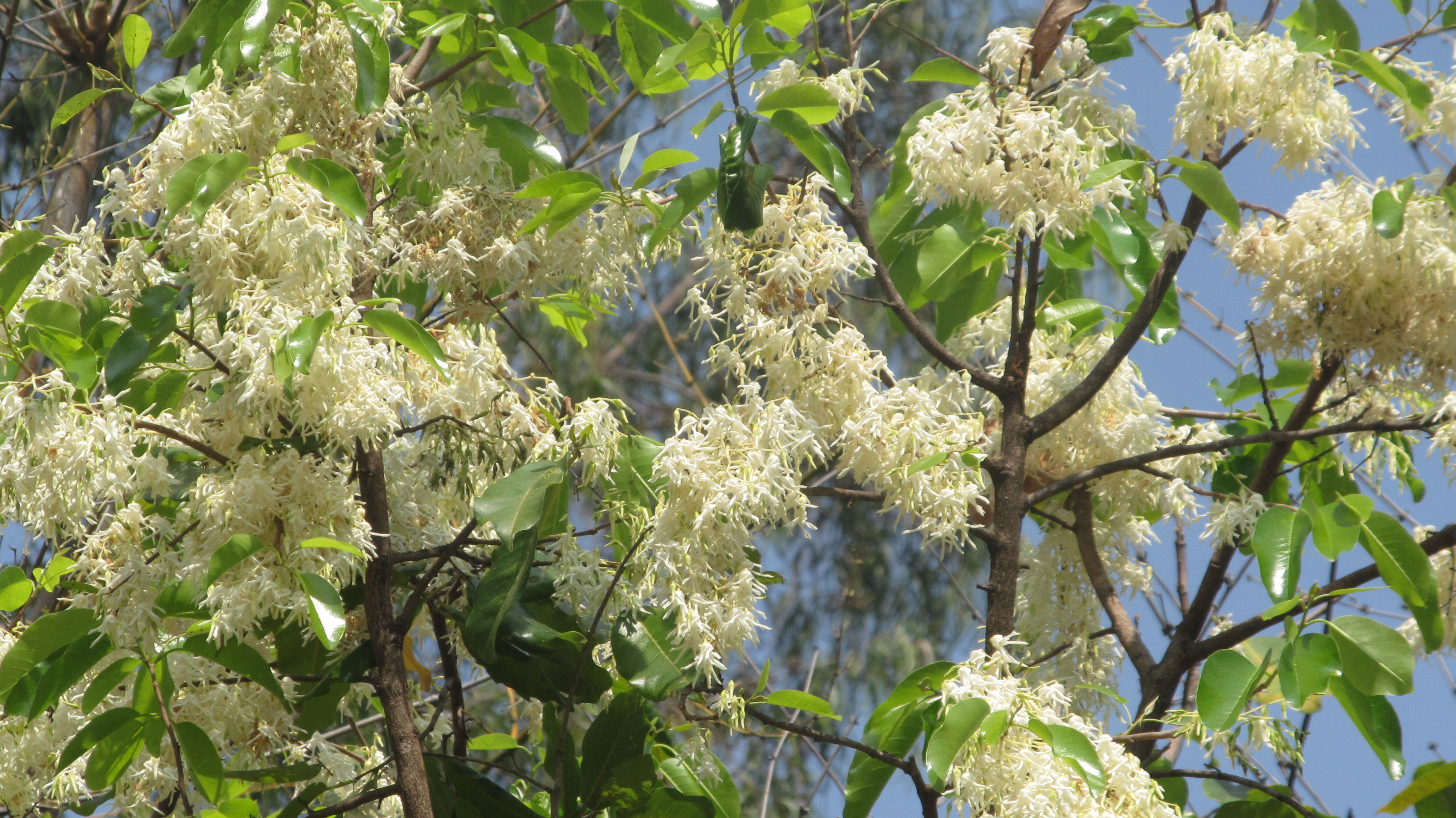
Shorea roxburghii

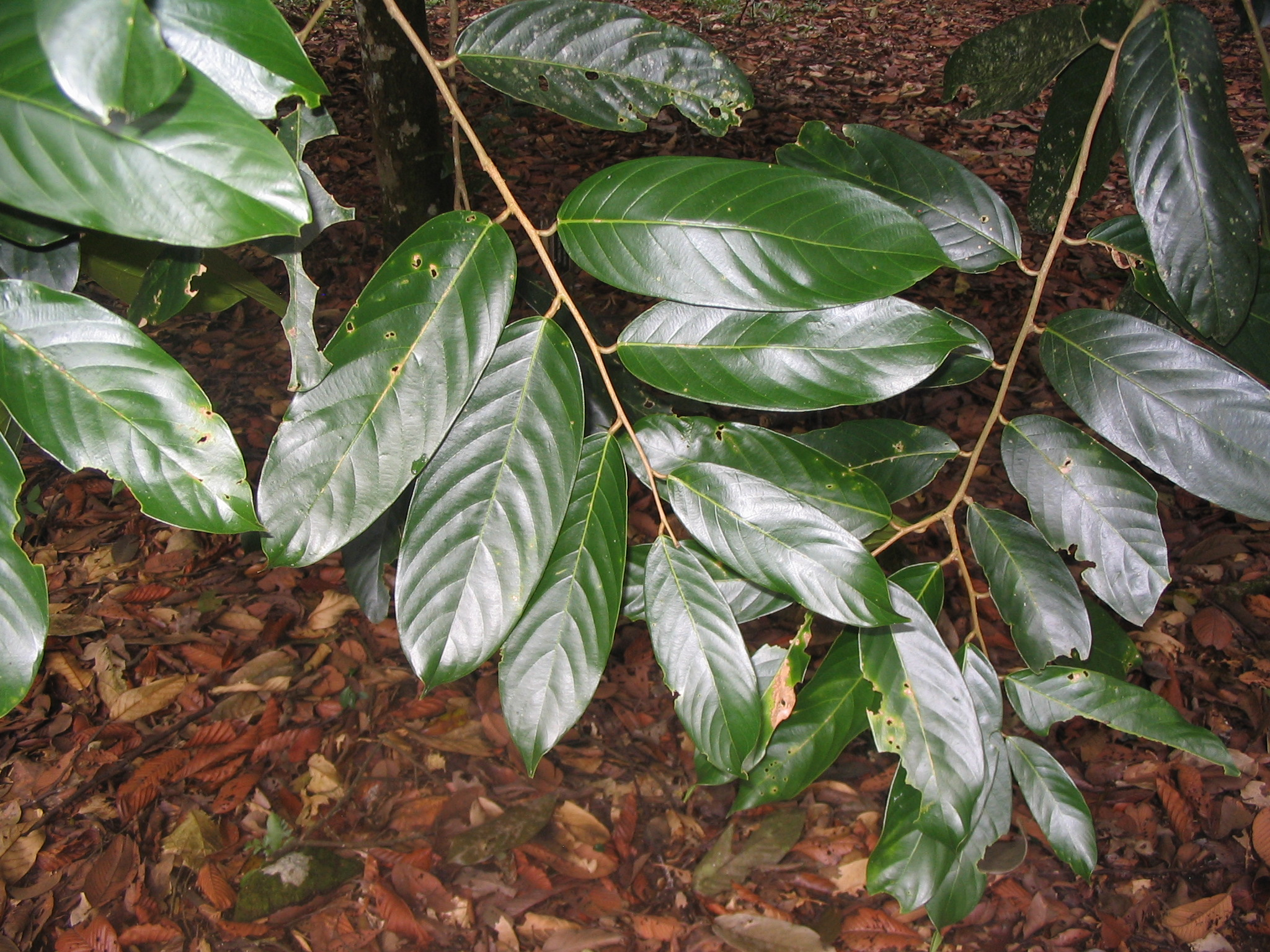
Shorea maxima

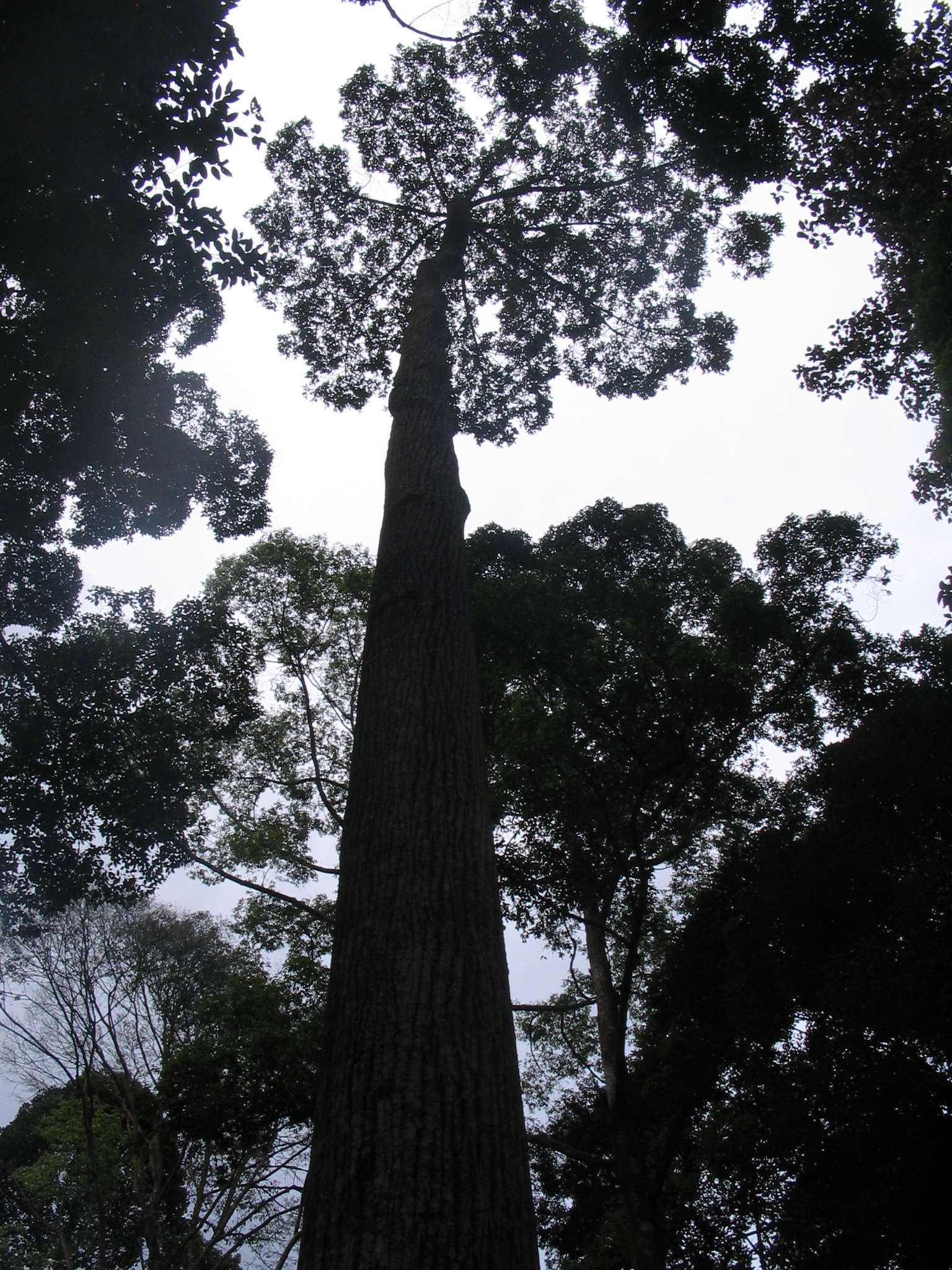
Shorea ovalis

PokrójDrzewa, często okazałe i z wydatnymi korzeniami szkarpowymi. Kora łuszcząca się płatkami.
LiścieU nasady z okazałymi lub drobnymi, odpadającymi przylistkami. Liście skórzaste, całobrzegie.
KwiatyZebrane w wierzchotkowate kwiatostany tworzące złożone kwiatostany wiechowate wyrastające w kątach liści i na szczytach pędów. Przysadki u części gatunków obecne (trwałe lub odpadające), u części brak. Kielich z nierównymi działkami – trzy zewnętrzne większe od dwóch wewnętrznych. Płatki korony białe, żółte lub różowe, zwykle omszone. Pręciki liczne (15, 20 lub więcej). Zalążnia jajowata, omszona, z szydłowatą szyjką słupka, na końcu z niepodzielonym lub trójdzielnym znamieniem.
OwoceJednonasienne, zamknięte w trwałym i powiększonym kielichu, którego trzy większe, działki działają jako aparat lotny.

## Systematyka
Wykaz gatunków
- Shorea acuminata Dyer
- Shorea acuminatissima Symington
- Shorea acuta P.S.Ashton

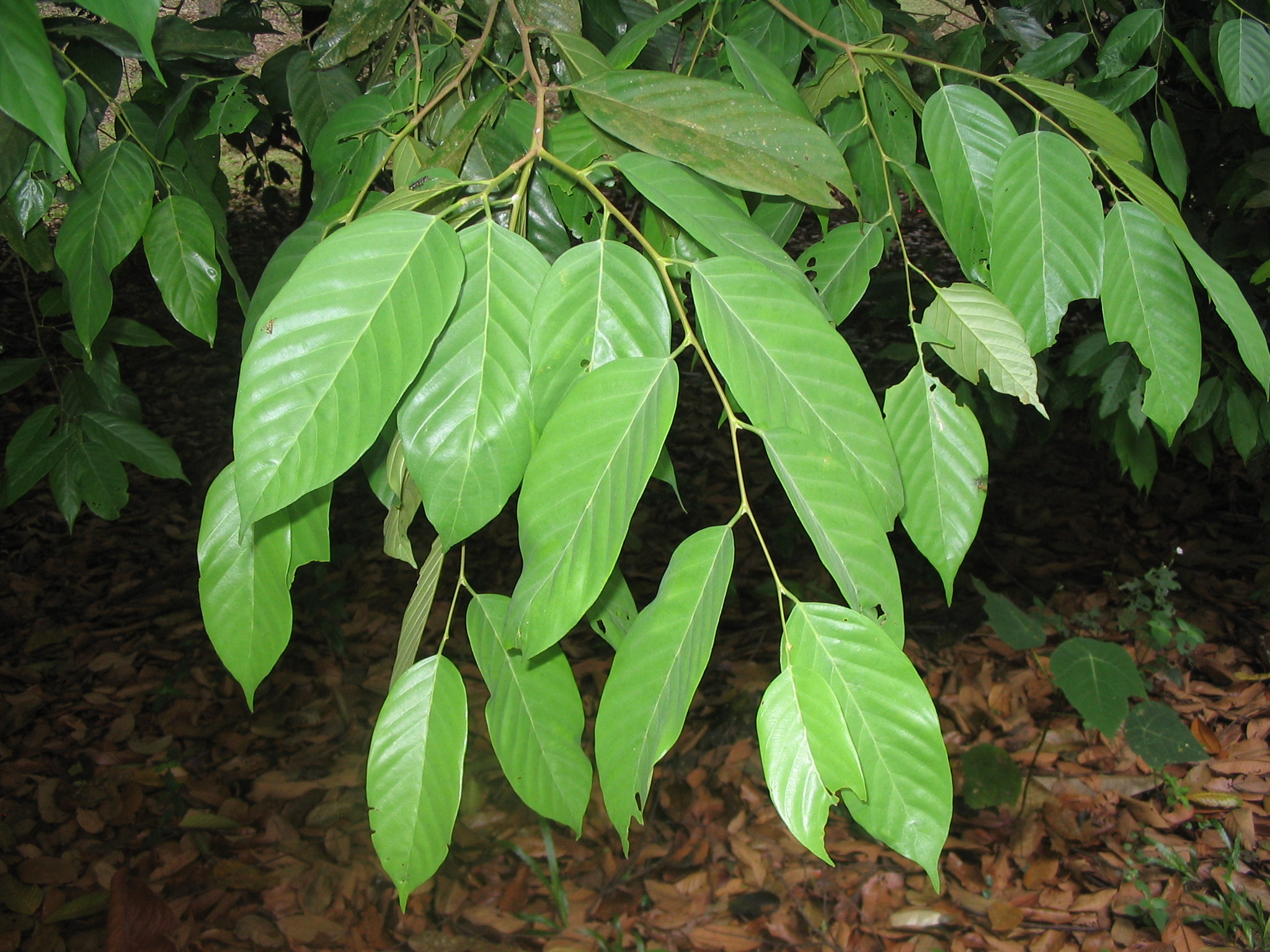
Shorea sumatrana

- Shorea affinis (Thwaites) P.S.Ashton
- Shorea agami P.S.Ashton
- Shorea albida Symington
- Shorea almon Foxw.
- Shorea altopoensis Pierre
- Shorea alutacea P.S.Ashton
- Shorea amplexicaulis P.S.Ashton
- Shorea andulensis P.S.Ashton
- Shorea angustifolia P.S.Ashton
- Shorea argentifolia Symington
- Shorea arsorianoi H.G.Gut., Rojo & Madulid
- Shorea asahi P.S.Ashton
- Shorea assamica Dyer
- Shorea astylosa Foxw.
- Shorea atrinervosa Symington
- Shorea bakoensis P.S.Ashton
- Shorea balanocarpoides Symington
- Shorea beccariana Burck
- Shorea bentongensis Foxw.
- Shorea biawak P.S.Ashton
- Shorea blumutensis Foxw.
- Shorea bracteolata Dyer
- Shorea brunnescens P.S.Ashton
- Shorea bullata P.S.Ashton
- Shorea calcicola P.S.Ashton
- Shorea carapae P.S.Ashton
- Shorea chaiana P.S.Ashton
- Shorea ciliata King
- Shorea collaris Slooten
- Shorea collina Ridl.
- Shorea confusa P.S.Ashton
- Shorea congestiflora (Thwaites) P.S.Ashton
- Shorea conica Slooten
- Shorea contorta S.Vidal
- Shorea cordata P.S.Ashton
- Shorea cordifolia (Thwaites) P.S.Ashton
- Shorea coriacea Burck
- Shorea crassa P.S.Ashton
- Shorea curtisii Dyer ex King
- Shorea cuspidata P.S.Ashton
- Shorea dasyphylla Foxw.
- Shorea dealbata Foxw.
- Shorea dispar P.S.Ashton
- Shorea disticha (Thwaites) P.S.Ashton
- Shorea domatiosa P.S.Ashton
- Shorea dyeri Thwaites ex Trimen
- Shorea elliptica Burck
- Shorea exelliptica Meijer
- Shorea faguetiana F.Heim
- Shorea faguetioides P.S.Ashton
- Shorea falcata J.E.Vidal
- Shorea falcifera Dyer ex Brandis
- Shorea falciferoides Foxw.
- Shorea fallax Meijer
- Shorea farinosa C.E.C.Fisch.
- Shorea ferruginea Dyer ex Brandis
- Shorea flaviflora G.H.S.Wood ex P.S.Ashton
- Shorea flemmichii Symington
- Shorea foraminifera P.S.Ashton
- Shorea foxworthyi Symington
- Shorea furfuracea Miq.
- Shorea gardneri (Thwaites) P.S.Ashton
- Shorea geniculata Symington ex P.S.Ashton
- Shorea gibbosa Brandis
- Shorea glauca King
- Shorea gratissima (Wall. ex Kurz) Dyer
- Shorea guiso (Blanco) Blume
- Shorea havilandii Brandis
- Shorea hemsleyana King ex Foxw.
- Shorea henryana Pierre ex Laness.
- Shorea hopeifolia (F.Heim) Symington
- Shorea hulanidda Kosterm.
- Shorea hypochra Hance
- Shorea hypoleuca Meijer
- Shorea iliasii P.S.Ashton
- Shorea inaequilateralis Symington
- Shorea inappendiculata Burck
- Shorea induplicata Slooten
- Shorea isoptera P.S.Ashton
- Shorea javanica Koord. & Valeton
- Shorea johorensis Foxw.
- Shorea kuantanensis P.S.Ashton
- Shorea kudatensis G.H.S.Wood ex Meijer
- Shorea kunstleri King
- Shorea ladiana P.S.Ashton
- Shorea laevis Ridl.
- Shorea lamellata Foxw.
- Shorea laxa Slooten
- Shorea lepidota (Korth.) Blume
- Shorea leprosula Miq.
- Shorea leptoderma Meijer
- Shorea lissophylla Thwaites
- Shorea longiflora (Brandis) Symington
- Shorea longisperma Roxb.
- Shorea lumutensis Symington
- Shorea lunduensis P.S.Ashton
- Shorea macrantha Brandis
- Shorea macrobalanos P.S.Ashton
- Shorea macrophylla (de Vriese) P.S.Ashton – damarzyk wielkolistny[9]
- Shorea macroptera Dyer
- Shorea malibato Foxw.
- Shorea materialis Ridl.
- Shorea maxima (King) Symington
- Shorea maxwelliana King
- Shorea mecistopteryx Ridl.
- Shorea megistophylla P.S.Ashton
- Shorea micans P.S.Ashton
- Shorea monticola P.S.Ashton
- Shorea montigena Slooten
- Shorea mujongensis P.S.Ashton
- Shorea multiflora (Burck) Symington
- Shorea myrionerva Symington ex P.S.Ashton
- Shorea negrosensis Foxw.
- Shorea oblongifolia Thwaites
- Shorea obovoidea Slooten
- Shorea obscura Meijer
- Shorea obtusa Wall. ex Blume
- Shorea ochracea Symington
- Shorea ochrophloia Symington
- Shorea ovalifolia (Thwaites) P.S.Ashton
- Shorea ovalis (Korth.) Blume
- Shorea ovata Dyer ex Brandis
- Shorea pachyphylla Ridl. ex Symington
- Shorea palembanica Miq.
- Shorea pallescens P.S.Ashton
- Shorea pallidifolia P.S.Ashton
- Shorea palosapis (Blanco) Merr.
- Shorea parvifolia Dyer
- Shorea parvistipulata F.Heim
- Shorea patoiensis P.S.Ashton
- Shorea pauciflora King
- Shorea peltata Symington
- Shorea pilosa P.S.Ashton
- Shorea pinanga Scheff.
- Shorea platycarpa F.Heim
- Shorea platyclados Slooten ex Endert
- Shorea polita S.Vidal
- Shorea polyandra P.S.Ashton
- Shorea polysperma (Blanco) Merr.
- Shorea praestans P.S.Ashton
- Shorea pubistyla P.S.Ashton
- Shorea quadrinervis Slooten
- Shorea resinosa Foxw.
- Shorea retinodes Slooten
- Shorea retusa Meijer
- Shorea revoluta P.S.Ashton
- Shorea richetia Symington
- Shorea robusta C.F.Gaertn. – damarzyk mocny
- Shorea rotundifolia P.S.Ashton
- Shorea roxburghii G.Don
- Shorea rubella P.S.Ashton
- Shorea rubra P.S.Ashton
- Shorea rugosa F.Heim
- Shorea sagittata P.S.Ashton
- Shorea scaberrima Burck
- Shorea scabrida Symington
- Shorea scrobiculata Burck
- Shorea selanica (Lam.) Blume
- Shorea seminis (de Vriese) Slooten
- Shorea siamensis Miq.
- Shorea singkawang (Miq.) Burck
- Shorea slootenii P.S.Ashton
- Shorea smithiana Symington
- Shorea splendida (de Vriese) P.S.Ashton
- Shorea squamata (Turcz.) Dyer ex S.Vidal
- Shorea stenoptera Burck
- Shorea stipularis Thwaites – damarzyk przylistkowy[9]
- Shorea subcylindrica Slooten
- Shorea submontana Symington
- Shorea sumatrana (Slooten ex Thorenaar) Desch
- Shorea superba Symington
- Shorea symingtonii G.H.S.Wood
- Shorea tenuiramulosa P.S.Ashton
- Shorea teysmanniana Dyer ex Brandis
- Shorea thorelii Pierre ex Laness.
- Shorea trapezifolia (Thwaites) P.S.Ashton
- Shorea tumbuggaia Roxb.
- Shorea uliginosa Foxw.
- Shorea venulosa G.H.S.Wood ex Meijer
- Shorea virescens Parijs
- Shorea waltonii G.H.S.Wood ex Meijer
- Shorea wangtianshuea Y.K.Yang & J.K.Wu
- Shorea woodii P.S.Ashton
- Shorea worthingtonii P.S.Ashton
- Shorea xanthophylla Symington
- Shorea zeylanica (Thwaites) P.S.Ashton